# Lestat de Lioncourt
Lestat de Lioncourt este un vampir care apare în romanul de ficțiune al scriitoarei americane Anne Rice.

## Informații generale
Lestat de Lioncourt s-a născut în 1758 în Auvergne. Este al șaptelea fiu al Marchizului de Lioncourt și al Gabrielei de Lioncourt, soția acestuia.

## Viața personajului

### Viața de muritor
Lestat a trăit în Castelul Lioncourt până la vârsta de 12 ani, când a fost trimis la o mănăstire pentru studii. După ce tatăl său a aflat de dorința băiatului de a deveni preot, Lestat a fost nevoit să se întoarcă la castel. La vârsta de 16 ani a hotărât să-și ia viața în mâini, fugind cu niște actori italieni. Dar încă o dată, a trebuit să revină acasă și să devină un vânător. La 20 de ani, după o vânătoare reușită în care a vânat o întreagă haită de lupi devine eroul sătenilor, care l-au numit de atunci "Ucigașul de Lupi". Împreună cu un prieten, Nicolas de Lenfent, fuge la Paris unde obține o slujbă la Teatrul lui Renaud, pe scenă fiind cunoscut cu numele de Lestat de Valois. Din iarna anului 1779 a început să joace în piesele de teatru devenind foarte cunoscut în întreg Parisul.
====Moartea==== Capturat în iarna anului 1779 de către Vampirul Magnus.
===Istoria vieții nemuritoare===: După transformare,s-a mai întors în Paris de abia în mai1780.Dupa cateva luni,Lestat și mama sa,Gabrielle au fost capturați de Legiunea Parisiana condusă de Armand.Însă Lestat a hotărât să plece departe cu mama sa,nu după ce a atribuit teatrul lui Renaud lui Eleni si Armand.Numele i-a fost schimbat în Teatrul Vampirilor.Din 1780 și până în 1790,a călătorit prin Europa, Asia Mica si Egipt.În 1790a aflat de moartea familiei sale in timpul Revoluției Franceze.După asta,s-a intors in pămât.Salvat de Marius,care l-a găsit,l-a luat la sanctuarul său și i-a revelat secretul Celor Care Trebuie Păziți.Mai târziu a plecat in New Orleans unde l-a găsit pe tatăl său orb si pe Louis de Point du Lac,pe care l-a transformat în vampir.Din 1791 până în 1794 a trăit cu Marchizul si cu Louis pe plantațiile familiei Point du Luc.După moartea tatălui său și a rebelinii sclavilor,a fugit cu Louis.În 1862 a fost grav rănit de Claudia,dar a supraviețuit și s-a întors la Paris.Aici,condus de legiunea lui Armand,a depus mărturie împotriva Claudiei.Doi ani mai târziu s-a reîntors in New Orleans,s-a mutat în una dintre vechile sale case,încercând să-și recapete puterea:a trăit acolo până în 1929,când s-a reînotors înapoi printre muritori.A reapărut in 1984.A devenit din ce în ce mai interesat de lumea modernă,a citit cărțile lui Louis.Dorind să atragă atentia atât a vampirilor cât și a muritorilor,și-a început o cariera muzicală împreună cu membrii formației Vampirul Lestat si și-a publicat mai multe autobiografii,în care împartașea secretele vampirilor întregii lumi.După concertele din San Francisco de Halloween,unde i-a adunat pe majoritatea vampirilor,a fost răpit de Akasha,urmând să devină următorul rege.După un timp,s-a întors cu Akasha.O luna și jumătate mai târziu,și-a terminat de scris cartea sa Regina Damnaților,în care a spus povestea Akashei si a apărut în Casa Talamascadin Londra înaintea lui David Talbot,unde pentru prima data în istoria Casei Talamasca un vampir i s-a destăinuit unui muritor.
Novici: Gabrielle,mama lui; Nicki,cel mai bun prieten; Louis de Point du Luc, Claudia, David Talbot.